# Венецианский купец (фильм)
«Венецианский купец» (англ. The Merchant of Venice) — экранизация одноимённой пьесы Шекспира.

## Сюжет
Действие фильма происходит примерно в конце XVI века в Венеции, жители которой от природы — жизнерадостные, беспечные, щедрые люди. Они недолюбливают и высмеивают иноверца-иудея Шейлока —  ростовщика, понимающего цену денег и уважающего их, поэтому считающего каждую монету. И Шейлок отвечает им лютой ненавистью. Конфликт обостряется до того, что кровопролитие кажется уже неминуемым. Но тут вмешивается созидающая сила женской любви, которая смело противостоит мужским амбициям и побеждает.

## В ролях
| Актёр            | Персонаж         |
| ---------------- | ---------------- |
| Аль Пачино       | Шейлок           |
| Джереми Айронс   | Антонио          |
| Джозеф Файнс     | Бассанио         |
| Линн Коллинз     | Порция           |
| Зулейка Робинсон | Джессика         |
| Крис Маршалл     | Грациано         |
| Чарли Кокс       | Лоренцо          |
| Хезер Голденхерш | Нерисса          |
| Маккензи Крук    | Ланцелот Гоббо   |
| Джон Сессионс    | Салерио          |
| Грегор Фишер     | Соланио          |
| Рон Кук          | Старик Гоббо     |
| Аллан Кордюнер   | Тубал            |
| Антон Роджерс    | Граф             |
| Дэвид Хэрвуд     | Принц Марокко    |
| Антонио Хиль     | Арагон           |
| Ал Вивер         | Стефано          |
| Норберт Конн     | Доктор Белларио  |
| Марк Маес        | Куш              |
| Питер Рименс     | Английский барон |

## Режиссёрская трактовка
Майкл Редфорд намеренно сместил акценты Шекспировской комедии, создав, скорее, драму. Во-первых, конфликт христианина Антонио и иудея Шейлока, у Шекспира представленный как поединок праведного и неправедного, представлен далеко не так однозначно. Проблема религиозного и национального шовинизма поставлена в фильме очень остро, и переход Шейлока в чуждую ему веру подан как насилие над ним и трагедия (у Шекспира это более дар, нежели кара).
Во-вторых, не менее значимой, чем основной конфликт, сделана линия отношений Антонио и Бассанио. В оригинале родственные и дружеские чувства Антонио к Бассанио — сюжетообразующий фактор, не более. В фильме Редфорда Антонио влюблен в своего родича и друга, причем настолько, что готов заплатить за его благополучие самой жизнью. Трагедия влюбленности пусть не безответной, но и не разделенной — Бассанио ради Антонио готов разве что предложить деньги своей жены в качестве выкупа — проходит через весь фильм.
Можно также указать на то, что слова Тубала о дочери Шейлока, Джессике, будто бы она выменяла кольцо своей матери на обезьянку — явная ложь (в конце фильма мы видим это кольцо на пальце девушки). В пьесе Шекспира проверить эти слова, конечно, невозможно, но по законам сцены они, скорее всего, являются правдой.